# Dasarahalli, Ramanagara
Dasarahalli là một làng thuộc tehsil Ramanagara, huyện Ramanagara, bang Karnataka, Ấn Độ.